# Tephritis mutabilis
Tephritis mutabilis är en tvåvingeart som beskrevs av Merz 1992. Tephritis mutabilis ingår i släktet Tephritis och familjen borrflugor. Inga underarter finns listade i Catalogue of Life.